# Трупне задубіння
Трупне задубіння, заклякання (лат. rigor mortis) — одна з ознак смерті, що розвивається внаслідок хімічних змін у м'язовій тканині. Проявляється у вигляді ущільнення м'язів, зумовленому зникненням після смерті з м'язів аденозинтрифосфорної кислоти і накопиченням у них молочної кислоти. Зазвичай розвивається через 2—5 годин після смерті і до кінця доби задубінню піддаються всі м'язи.
Спочатку закляканню піддаються жувальні, мімічні м'язи обличчя, шиї, тулубу, кінцівок. М'язи стають щільними, при спробі зігнути кінцівку потрібно прикласти значних зусиль. Через 2—3 доби заклякання зникає у зворотній послідовності.[джерело?]